# Laio (futebolista)
Antônio Alves dos Santos, conhecido como Laio (Curitiba, 10 de maio de 1918 - 6 de agosto de 2011), foi um futebolista brasileiro. Laio ficou conhecido pela alcunha de "A Fortaleza Voadora" ao ser o goleiro do Clube Atlético Paranaense no time campeão de 1949 e que determinou o apelido do rubro-negro paranaense de Furacão. 
Curitibano de nascimento, Laio entrou para a Polícia Militar do Paraná, chegando a posto de tenente coronel. Iniciou sua carreira no futebol, quando defendeu o Britânia S.C.. Foi contratado pelo CAP em 1941, sendo campeão pelo rubro negro em 1943, 1945 e em 1949, naquele que é considerado um dos melhores times do clube. Defendeu o Atlético até 1951. Também foi goleiro do Savóia F.C. e da Seleção Paranaense de Futebol.